# Armadillo Aerospace

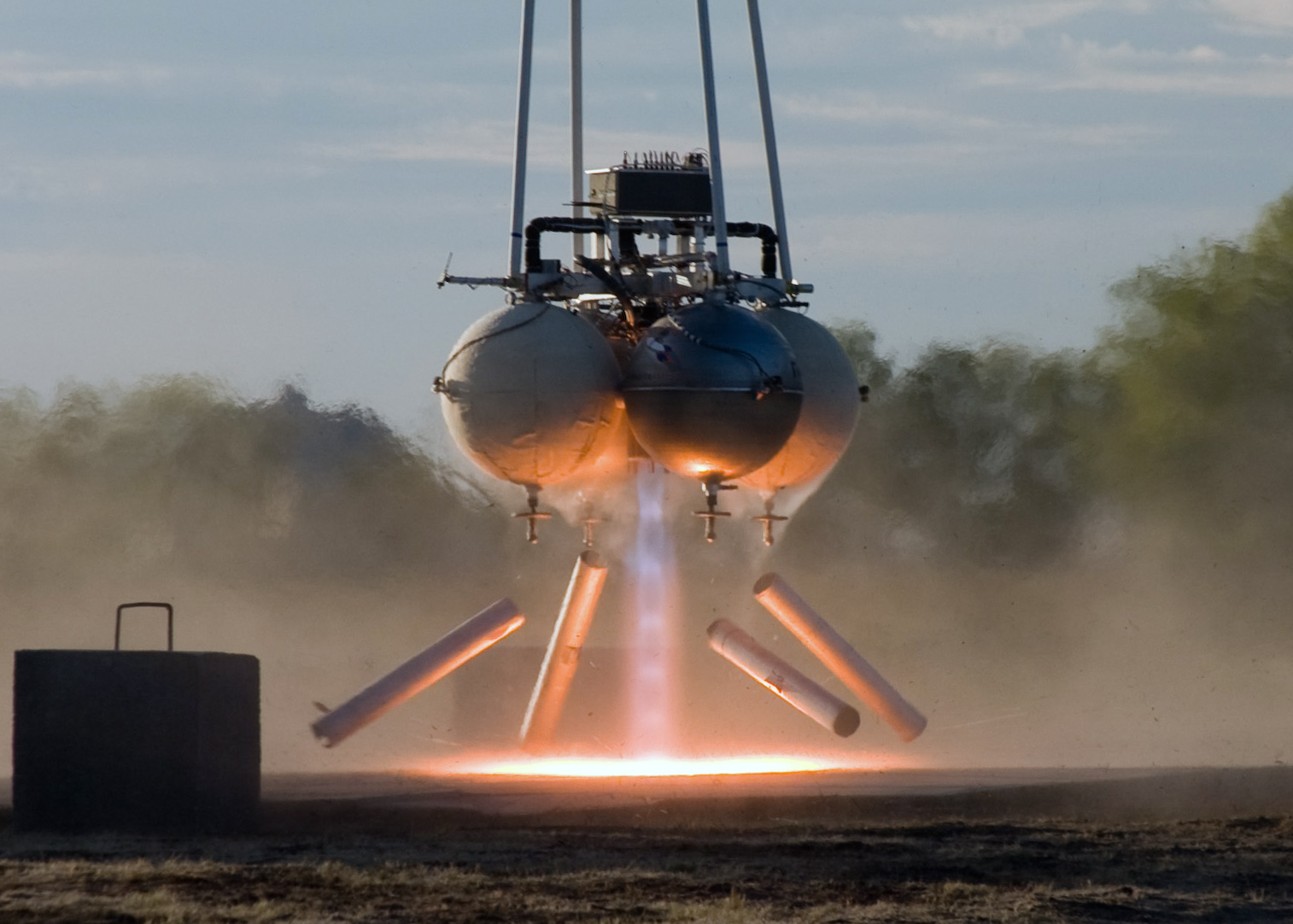
Armadillo Aerospace, Starterprobung des Pixel

Armadillo Aerospace war ein Unternehmen einer kleinen Gruppe privater Eigner, deren Ziel es unter anderem war, private, bemannte (suborbitale) Raumflüge zu realisieren.
Das Projekt wurde von John Carmack geführt, einem Computerspieleentwickler, der beispielsweise für die Entwicklung der Egoshooter-Serie Quake bekannt ist. Dieser investierte im Juli 2004 1,5 Mio. US-Dollar in das Projekt. Alle ursprünglichen Mitglieder gingen beruflich einer anderen Beschäftigung nach und nahmen am Armadillo-Projekt auf freiwilliger Basis teil. Später wurden auch Angestellte regulär beschäftigt. Armadillo Aerospace finanzierte sich lange Zeit vollständig selbst, gab jedoch 2006 bekannt, ein Abkommen mit Nvidia geschlossen zu haben.
Das Projekt hatte ursprünglich zum Ziel, den Ansari X-Prize zu gewinnen. 2008 gewann das Projekt 350.000 US-Dollar, da das Team im ersten Level der Northrop Grumman Lunar Lander Challenge den ersten Platz erreicht hatte. Ein Jahr später bestand es das zweite Level des Wettbewerbs als Zweiter und gewann 500.000 US$.
Das Logo des Projektes war ein maskiertes Gürteltier (engl. Armadillo) namens „Widget“.
Im August 2013 gab John Carmack bekannt, dass das Projekt (unter anderem nach dem Crash der Rakete STIG-B) vorübergehend auf Eis gelegt werde, er jedoch „aktiv nach externen Investoren suche, um die Entwicklung neuer Raketen wieder aufzunehmen.“ 2014 gründeten ehemalige Mitarbeiter eine eigene Firma, die Exos Aerospace Systems and Technologies, die 2015 auch technologische Ressourcen des Armadillo-Projekts erwarb. Ziel der neuen Firma ist die Weiterentwicklung der STIG-B Rakete zum wiederverwendbaren SARGE System, das bis zu 50 kg Nutzlast wie Experimente und Kleinsatelliten in einen Orbit in maximal 100 km Höhe befördern soll.